# オサヴリオ〜愛は待ってくれない〜
『オサヴリオ〜愛は待ってくれない〜』は、飯田圭織の1stアルバム。2003年4月23日にゼティマ（現・アップフロントワークス）から発売された。

## 収録曲
1. オサヴリオ〜愛は待ってくれない〜 （原曲: Osaurio）
2. シェルブールの雨傘 （原曲:Les Parapluies de Cherbourg）
3. イパネマの娘 （原曲:La fille d'Ipanema）
4. 無造作紳士（ 原曲:L'aquoiboniste）
5. エヘ ヤ～さようなら～ （原曲:Eche geia）
6. ダウン・タウン （原曲:DANS LE TEMPS）
7. アモーレ・スクーザミ （原曲:AMORE SCUSAMI）
8. 素敵な王子様 （原曲:UN PRINCE CHARMANT）
9. 乙女の涙 （原曲:UNE ECHARPE UNE ROSE）
10. バラ色の人生 （原曲:La Vie en rose）